# Crepidomanes cystoserioides
Crepidomanes cystoserioides là một loài thực vật có mạch trong họ Hymenophyllaceae. Loài này được (H. Christ) K. Iwats. miêu tả khoa học đầu tiên năm 1985.